# Рефтинская ГРЭС
Рефтинская ГРЭС — вторая по мощности тепловая электростанция в России (после Сургутской ГРЭС-2) и крупнейшая, работающая на твёрдом топливе. Расположена в Свердловской области, в 100 км северо-восточнее Екатеринбурга и в 18 км от г. Асбеста, на берегу Рефтинского водохранилища. В 1,5 км от ГРЭС находится посёлок Рефтинский с населением около 16 тыс. человек. Ежегодная выработка электроэнергии составляет около 20 000 млн кВт·ч. Входит в состав предприятий Сибирской генерирующей компании.
Электростанция состоит из 6 энергоблоков по 300 МВт и 4 энергоблоков по 500 МВт, её установленная электрическая мощность составляет 3800 МВт, тепловая мощность — 350 Гкал/час. В качестве основного топлива на Рефтинской ГРЭС используется экибастузский каменный уголь. Доля вырабатываемой на Рефтинской ГРЭС электроэнергии от общего объёма потребляемой Свердловской областью электроэнергии составляет около 40 %.
Электростанция предназначена для энергоснабжения промышленных районов Свердловской, Тюменской, Пермской и Челябинской областей.

## История
Строительство электростанции начато в 1963 году и осуществлялось в две очереди:
- на первой очереди установлены 6 энергоблоков единичной мощности 300 МВт с прямоточными двухкорпусными котлоагрегатами паропроизводительностью по 950 т/ч,
- во второй очереди — 4 энергоблока по 500 МВт с прямоточными котлоагрегатами, паропроизводительностью по 1650 т/ч. Возведение электростанции было одной из самых важных строек в регионе.

Рефтинская ГРЭС использует в качестве топлива экибастузский каменный уголь с теплотворной способностью 3800-4100 ккал/кг, зольностью до 40-43 % и влажностью 6-9 %.
3 июля 1963 года группа перво-строителей высадились на окраине Асбеста и, пробираясь сквозь таёжные дебри, поехала осматривать площадку для строительства электростанции, которой суждено было стать флагманом уральской энергетики. В этом же году Юрием Еловиковым был забит первый колышек на площадке строительства Рефтинской ГРЭС.
Возведение электростанции было одной из самых важных строек в регионе, поэтому её ход непрерывно контролировался Свердловским обкомом партии во главе с Б. Н. Ельциным.
Проектирование Рефтинской ГРЭС было поручено Уральскому отделению отраслевого института «Теплоэлектропроект» — УралТЭПу. Коллектив института развивался со времен внедрения плана ГОЭЛРО и проектировал все электростанции большого Урала, накопив громадный опыт работы. В проект Рефтинской ГРЭС были включены наиболее удачные технологические решения того времени, весь мировой опыт.
В марте 1967 года был уложен первый кубометр бетона в фундамент главного корпуса. Стройка набирала темп. Один за другим оживали объекты первого блока, мощностью 300 МВт.
После серии проверок и опробования котла и турбины, первый блок был включен в сеть 24 декабря 1970 г. и сразу начал работать на максимальной нагрузке. Принцип работы блока с максимальной нагрузкой сразу после монтажа сохранился на всех девяти последующих энергоблоках 300—500 мегаватт, которые будут ежегодно запускаться вплоть до выхода на проектную мощность в 1980 году.
Блок № 1 был принят в эксплуатацию 28 декабря 1970 года государственной комиссией под председательством В. П. Трачука. Именно с этого момента начался отсчет жизнедеятельности электростанции. Блоки № 2 и № 3 были приняты в эксплуатацию в 1971 году. В следующем году был введён блок № 4. В сентябре 1974 года был пущен блок № 5. И в мае 1975 года был пущен блок № 6. Мощность электростанции достигла 1 800 МВт.
Продолжать строительство блоков по 300 МВт было невыгодно. Принимается решение расширять Рефтинскую ГРЭС за счёт «пятисоток».
Буквально за один год был подготовлен фундамент всех четырёх объектов. Едва в конце 1977 года был сдан государственной комиссии энергоблок № 7, как у его торца поднялись металлоконструкции корпуса восьмого энергоблока. Следующие блоки № 8 и № 9 по 500 МВт вводились в конце 1978 и 1979 гг. соответственно. Последний, десятый, энергоблок введён в строй действующих энергоблоков 21 декабря 1980 года.
А 22 декабря 1980 года в честь окончания строительства ГРЭС и выхода на конечную проектную мощность в 3800 МВт, состоялся массовый митинг, на котором первый секретарь Свердловского обкома КПСС Б. Н. Ельцин поздравил энергетиков и вручил правительственные награды более двумстам строителям, монтажникам, эксплуатационникам. Начальнику Управления строительства Рефтинской ГРЭС Илье Владимировичу Вольфсону было присвоено звание Героя Социалистического Труда.
В 1997 году впервые в стране на пылеугольном блоке 500 мегаватт Рефтинской ГРЭС внедрена АСУ ТП. Так начала реализовываться разработанная в Свердловэнерго концепция реконструкции и развития АСУ ТП электростанций страны. Принципиально новая, невиданная на пылеугольных блоках технология сделала комфортным рабочее место машиниста (панели были заменены на 8 мониторов) и снабдила персонал большим количеством информации.
24 сентября 2008 года, в 07:05 Рефтинская ГРЭС выработала 700-миллиардный киловатт-час электроэнергии.
В 2010 году были проведены общественные слушания в связи с переходом ГРЭС на сухо-зольное шлакоудаление. Руководству станции были высказаны претензии в отсутствии независимой экологической экспертизы проекта и педалировании административного ресурса, в связи с потенциальным экологическим загрязнением окружающей территории.
В 2015, в год 45-летия с момента пуска первого энергоблока, Рефтинская ГРЭС выработала 850-миллиардный киловатт-час электроэнергии.
В июне 2018 года на Рефтинской ГРЭС была зафиксирована другая величина выработки: 900 миллиардов киловатт-часов с начала работы.
Дымовая труба № 4 Рефтинской ГРЭС высотой 330 метров является одной из высочайших дымовых труб в мире.
С 1 июля 2020 года Рефтинская ГРЭС находится в управлении ООО "Сибирская генерирующая компания".

## Характеристика оборудования

### Котлоагрегаты
| Станционный номер | Тип, система котлоагрегата, завод-изготовитель (фирма) | Год изготовления | Год и месяц начала работы на электростанции |
| ----------------- | ------------------------------------------------------ | ---------------- | ------------------------------------------- |
| 1                 | ПК-39-II, Подольский ЗИО                               | 1968             | 1970, декабрь                               |
| 2                 | ПК-39-II, Подольский ЗИО                               | 1969             | 1971, июнь                                  |
| 3                 | ПК-39-II, Подольский ЗИО                               | 1970             | 1971, декабрь                               |
| 4                 | ПК-39-II, Подольский ЗИО                               | 1971             | 1972, декабрь                               |
| 5                 | ПК-39-II, Подольский ЗИО                               | 1972             | 1974, сентябрь                              |
| 6                 | ПК-39-II, Подольский ЗИО                               | 1974             | 1975, май                                   |
| 7                 | П-57-II, Подольский ЗИО                                | 1975             | 1977, декабрь                               |
| 8                 | П-57-II, Подольский ЗИО                                | 1976             | 1978, ноябрь                                |
| 9                 | П-57-III, Подольский ЗИО                               | 1977             | 1979, декабрь                               |
| 10                | П-57-III, Подольский ЗИО                               | 1979             | 1980, декабрь                               |

### Турбоагрегаты
| Станционный номер | Тип турбоагрегата(тип, система двигателя), завод-изготовитель (фирма) | Год изготовления | Год и месяц начала работы на электростанции |
| ----------------- | --------------------------------------------------------------------- | ---------------- | ------------------------------------------- |
| 1                 | К-300-240-ХТГЗ                                                        | 1968             | 1970, декабрь                               |
| 2                 | К-300-240-ХТГЗ                                                        | 1969             | 1971, июнь                                  |
| 3                 | К-300-240-ХТГЗ                                                        | 1969             | 1971, декабрь                               |
| 4                 | К-300-240-ХТГЗ                                                        | 1971             | 1972, декабрь                               |
| 5                 | К-300-240-ХТГЗ                                                        | 1973             | 1974, сентябрь                              |
| 6                 | К-300-240-ХТГЗ                                                        | 1974             | 1975, май                                   |
| 7                 | К-500-240-ХТГЗ                                                        | 1976             | 1977, декабрь                               |
| 8                 | К-500-240-ХТГЗ                                                        | 1977             | 1978, ноябрь                                |
| 9                 | К-500-240-ХТГЗ                                                        | 1978             | 1979, декабрь                               |
| 10                | К-500-240-ХТГЗ                                                        | 1980             | 1980, декабрь                               |

### Электрические генераторы
| Станционный номер | Тип, завод-изготовитель (фирма)            | Год изготовления | Год и месяц начала работы на электростанции |
| ----------------- | ------------------------------------------ | ---------------- | ------------------------------------------- |
| 1                 | ТГВ-300, Харьковский завод «Электротяжмаш» | 1993             | 1994, июнь                                  |
| 2                 | ТГВ-300, Харьковский завод «Электротяжмаш» | 1969             | 1971, июнь                                  |
| 3                 | ТГВ-300, Харьковский завод «Электротяжмаш» | 1970             | 1971, декабрь                               |
| 4                 | ТГВ-300, Харьковский завод «Электротяжмаш» | 1972             | 1972, декабрь                               |
| 5                 | ТГВ-300, Харьковский завод «Электротяжмаш» | 1997             | 2002, июль                                  |
| 6                 | ТГВ-300, Харьковский завод «Электротяжмаш» | 1974             | 1975, май                                   |
| 7                 | ТГВ-500, Харьковский завод «Электротяжмаш» | 1977             | 1977, декабрь                               |
| 8                 | ТВМ-500, завод «Сибэлектротяжмаш»          | 1979             | 1994, октябрь                               |
| 9                 | ТВМ-500, завод «Сибэлектротяжмаш»          | 1981             | 1982, август                                |
| 10                | ТВМ-500-2, НПО «Элсиб»                     | 2007             | 2008, март                                  |

### Топливоснабжение
Доставка экибастузского угля осуществляется железнодорожным транспортом на расстояние 1400 км. Подача топлива на блоки 300 и 500 МВт автономная. Схема топливоподачи включает в себя вагоноопрокидыватели, систему ленточных конвейеров, расположенных в подземных галереях и надземных эстакадах, узлы пересыпки, дробильный корпус.
Производительность каждой топливо-подачи 1200т/ч. Схема подачи угля со склада на производство бульдозерная.
На ГРЭС имеются четыре ёмкости для хранения мазута на 16000 м³.

### Техническое водоснабжение
Система охлаждения оборотная, с прудом-охладителем и использованием глубинного водозабора. Площадь пруда-охладителя 25 км². Мощность системы оборотного водоснабжения 12,2 млн м3/сут.

### Гидрозолоудаление
Система удаления золы и шлака замкнутая, гидравлическая, с транспортировкой золы и шлака по золопроводам на золоотвалы. В эксплуатации находится золоотвал № 2 площадью 1008 га.
Золоотвал № 1 площадью 440 га выведен из строя и полностью рекультивирован. Уникальный проект рекультивации золоотвала № 1 Рефтинской ГРЭС завершился в 2007 году. Впервые в России с помощью уникального метода лесопосадок в природу возвращена земля, общей площадью 440 га. В результате совместной работы ученых Ботанического сада УрО РАН, Института экологии растений и животных, Сухоложского лесхоза и энергетиков Рефтинской ГРЭС по рекультивации (то есть воспроизводству природных ресурсов) золоотвала на том месте, куда сбрасывались отходы, растут сосны высотой 3 метра. В 2008 году Рекультивация золоотвала № 1 на Рефтинской ГРЭС признана лучшим экологическим проектом года. Эта премия была учреждена Мин. природы РФ, проект победил в номинации «Природоохранные технологии».
В настоящее время рекультивированный золоотвал № 1 представляет собой молодой сосновый лес, который находится в ведении Сухоложского лесничества Департамента лесного хозяйства Свердловской области.

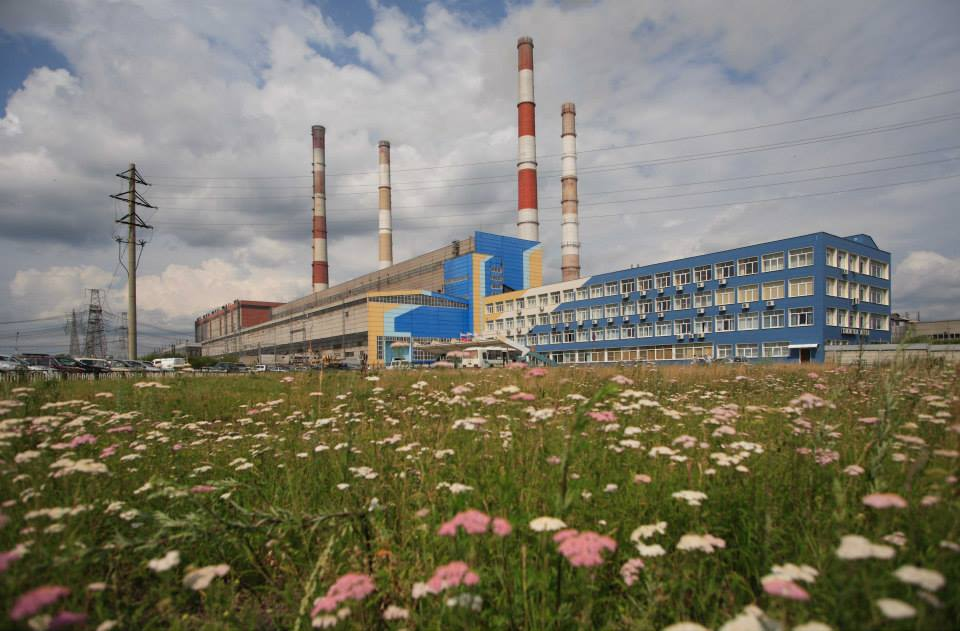
Рефтинская ГРЭС летом

### Сухое золошлакоудаление
29 сентября 2015 года «Энел Россия» представила систему сухого золошлакоудаления. На данный момент это первая подобная система, примененная на электростанции в России. «Энел Россия» инвестировала в этот проект более 12,5 млрд рублей. Впервые в России традиционный, гидравлический способ удаления золошлаковых отходов на угольной электростанции был заменен новым, «сухим» методом. Это позволит существенно увеличить объёмы промышленной утилизации золы, образующейся в качестве побочного продукта деятельности угольной электростанции. Сухая зола может быть использована в таких областях как дорожное строительство, сельское хозяйство, производство строительных материалов. К новой системе сухого золошлакоудаления подведены железнодорожные пути, что дает возможность осуществлять отправку сухой золы как автомобильным, так и железнодорожным транспортом. СЗШУ потенциально позволит отгружать промышленным потребителям весь объём золы, производимый на электростанции, а это до пяти миллионов тон в год. Весь невостребованный объём сухой золы транспортируется при помощи труболенточного конвейера, длиной 4,5 км к золоотвалу, где зольный штабель разравнивается и утрамбовывается. Пыление предотвращается путём водного орошения поверхности. Далее на подготовленную поверхность укладывается грунт, который засевается травами. Внедрение комплекса СЗШУ позволит существенно снизить потребление воды для складирования золы, что дает возможность продолжать использовать существующий золоотвал № 2 Рефтинской ГРЭС в течение следующих 35 лет и сохранить сотни гектаров леса от вырубки. Проект СЗШУ Рефтинской ГРЭС был осуществлен в рамках Соглашения о сотрудничестве в области охраны окружающей среды, которое было подписано между «Энел Россия» и Правительством Свердловской области на ИННОПРОМЕ в 2011 году.
В 2014 году Рефтинская ГРЭС стала победителем конкурса «ЭкоОтветственность», учрежденного Министерством природных ресурсов и экологии Свердловской области.

### Водоподготовка
Водоподготовка осуществляется на ХВО производительностью по Na-катионированной воде 100 т/ч, по обессоленной воде — 340 т/ч.
Общестанционная обессоливающая установка работает по схеме: известкование и коагуляция в осветлителях, фильтрация в механических фильтрах, одноступенчатое обессоливание для подпитки теплосети, трехступенчатое обессоливание воды для восполнения потерь воды и пара в цикле ГРЭС.
Конденсат турбин проходит очистку на блочных обессоливающих установках по схеме: обезжелезивание на электромагнитных фильтрах с последующей фильтрацией на фильтрах смешивающего действия (ФСД) — предвключенных и основных.

### Система рыбозащиты
В конце 2016 года было введено в работу рыбозащитное устройство на Рефтинской ГРЭС.
Принцип действия рыбозащитного устройства основан на создании водовоздушной завесы перед водоприемными окнами глубинного водозабора станции. При образовании водовоздушной смеси создаются звуковые колебания широкого частотного диапазона, что обеспечивает создание интенсивного акустического воздействия, которое является сигналом биологической опасности для молоди рыб. Защита реализуется также физическим воздействием, обеспечивающим вынос молоди рыб течением в зоны, не подверженные влиянию водозабора. Акустико-механическая защита не причиняет рыбе вреда, но создает отпугивающий эффект, который препятствует попаданию рыбы в открытый подводящий канал и на фильтрующие сетки береговых насосных станций Рефтинской ГРЭС. РЗУ позволит защитить от гибели не менее 70 % молоди рыбы, размером от 12 мм и более.
А ранее, в мае 2016 года по инициативе Рефтинской ГРЭС в водохранилище выпустили свыше 70 тысяч маленьких рыбок стерляди.

### Система контроля и управления
Управление и контроль за работой энергоблоков 300 и 500 МВт осуществляется с блочных щитов управления — один щит на каждые два блока, куда вынесены приборы регулирования работы основного и вспомогательного оборудования.
На блоках внедрена автоматизированная система управления технологическими процессами (АСУ ТП) на базе вычислительных машин СМ-2М, СМ-2, М-6000 и информационных М-60. На 5 и 10 блоках внедрена АСУ ТП Siemens Simatic.

### Система газоочистки
Исторически очистка газов от золы производилась в электрофильтрах.
В 2015 году компания «Энел Россия» объявила о завершении технического перевооружения энергоблоков № 4, № 5 (мощностью 300 МВт каждый) и № 7 (мощностью 500 МВт). На энергоблоках были установлены рукавные фильтры с эффективностью 99,9 %, что позволит предотвратить выброс в атмосферу суммарно порядка 40 000 тонн золы в год при максимальной нагрузке. На каждом энергоблоке 300 МВт установили по 14 600 золоулавливающих «рукавов», а на энергоблоке 500 МВт — 16 800 «рукавов». На энергоблоке № 5 установили низкоэмиссионные горелки, позволяющие сократить выбросы оксидов азота. Помимо улучшения экологических показателей энергоблоков, проведенная модернизация также позволила повысить надежность и эффективность работы оборудования.
В конце 2017 года на энергоблоке № 1 была установлена новая система газоочистки, благодаря которой современные электростатические фильтры предотвратят выброс в атмосферу 13 тысяч тонн золы в год. Для обеспечения оптимальных режимов очистки уходящих газов установлены современные электростатические фильтры отечественного производства, которые оснащены высокочастотными агрегатами питания и новой системой управления. Выполненные работы позволяют повысить эффективность улавливания золовых частиц, регулировать в онлайн-режиме напряжение и периоды очистки электродов, что, в свою очередь, обеспечивает надежность работы оборудования.
В 2018 году модернизированы фильтры на энергоблоке № 9 (500 МВт), в 2019 — на энергоблоке № 3 (300 МВт).
Благодаря этому объём выбросов Рефтинской ГРЭС снизился на 35 % с 2011 года.

### Дымовые трубы[12]
| № трубы | год постройки | высота | материал    |
| ------- | ------------- | ------ | ----------- |
| 1       | 1970          | 180 м  | железобетон |
| 2       | 1972          | 250 м  | железобетон |
| 3       | 1975          | 250 м  | железобетон |
| 4       | 1979          | 330 м  | железобетон |

## Аварии

### 20 декабря 2006 года
20 декабря 2006 года на Рефтинской ГРЭС произошла крупнейшая за её историю авария. В результате пожара разрушен энергоблок № 10 мощностью 500 МВт, был поврежден энергоблок № 9, в результате чего мощность станции временно снизилась на 27 %. 28 марта 2008 года энергоблок № 10 был вновь введен в эксплуатацию.

### 22 августа 2016 года
22 августа 2016 года на Рефтинской ГРЭС произошла авария. Из-за разрушения конденсатора связи ВЛ 220 кВ с выбросом масла и возгоранием отключилась секция шин 220 кВ. Станция снизила вырабатываемую мощность с 2295 МВт до нуля. В результате срабатывания технологических защит произошли каскадные отключения в ЕЭС России. Суммарный дефицит мощности в ЕЭС России в результате указанных аварийных отключений составил 5800 МВт, что привело к снижению частоты в ЕЭС России до 49,63 Гц

## Изображения

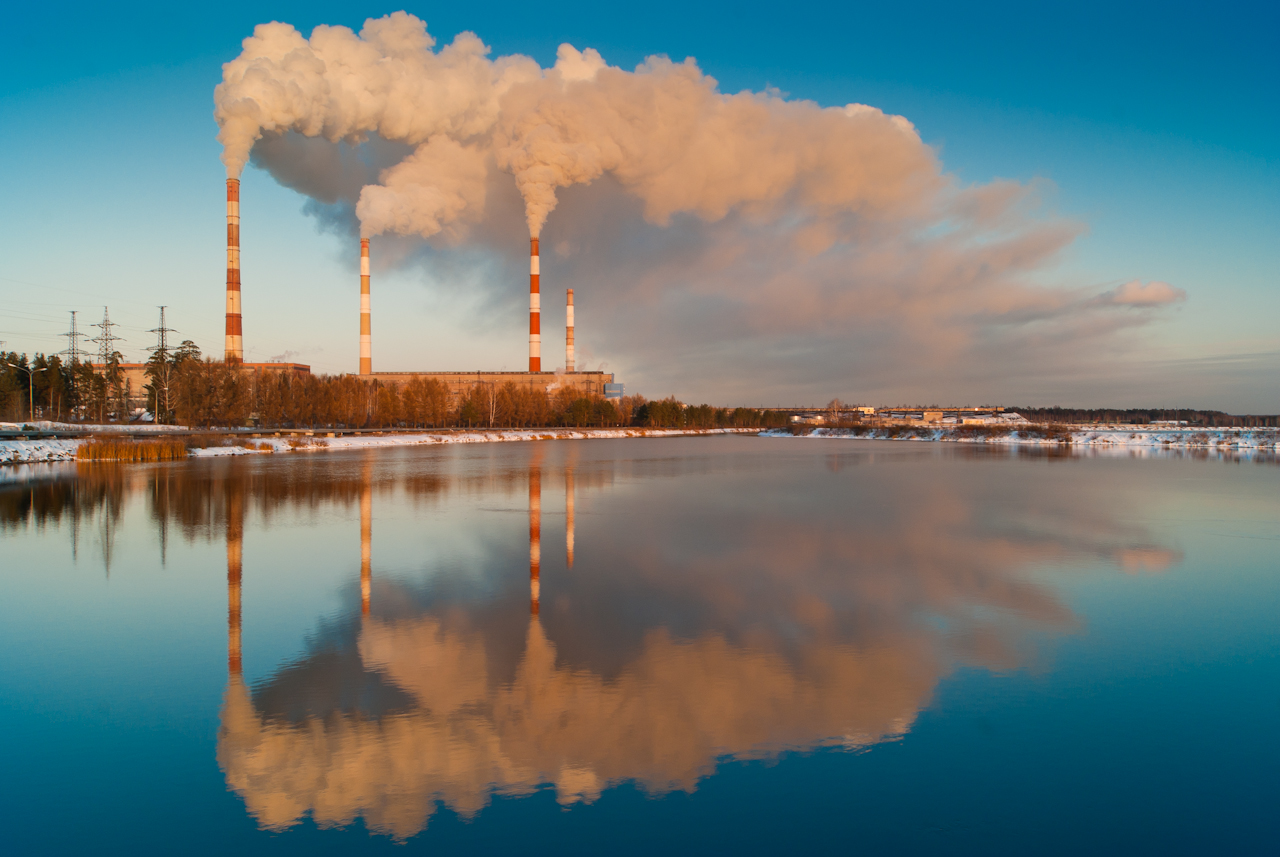
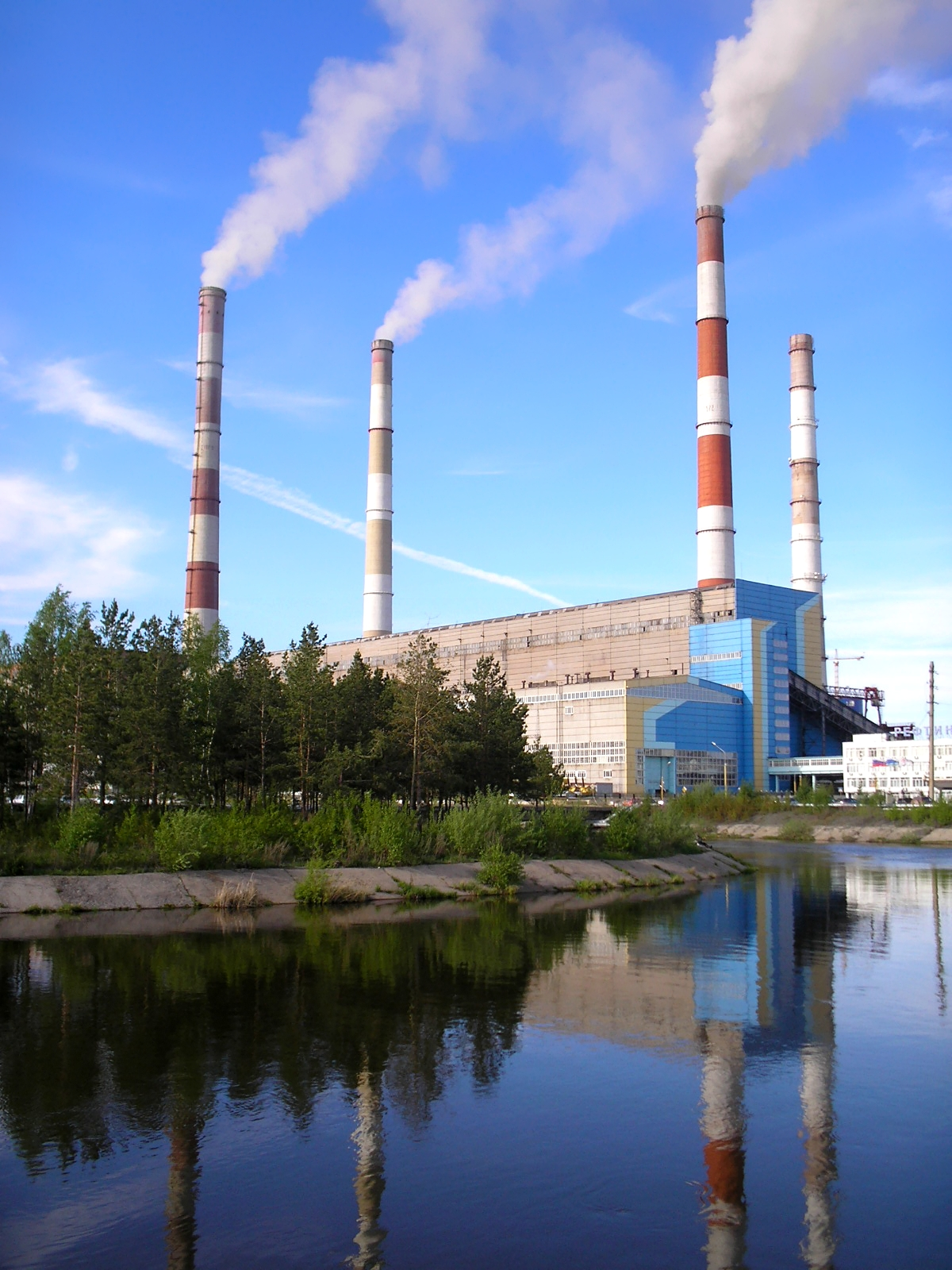